# FKBP52
La proteína 4 de unión a FK506 (FKBP52) es una proteína codificada en humanos por el gen fkbp4.
La proteína FKBP52 pertenece a la familia de las inmunofilinas, las cuales juegan un importante papel en inmunorregulación y en procesos básicos de la célula, como plegamiento de proteínas y transporte. Presenta un dominio TPR y un dominio PPlase. Esta proteína es una cis-trans prolil isomerasa que se une a los inmunosupresores FK506 y rapamicina. Tiene una elevada similitud estructural y funcional con la proteína FKBP1A, pero por el contrario, ésta no posee actividad inmunosupresora cuando forma un complejo con FK506. También interacciona con el factor regulador de interferón 4 y juega un papel crucial en la regulación de la expresión génica en linfocitos B y T. Se ha descrito que FKBP52 se asocia con la fitanoil-CoA alfa hidrolasa y puede asociarse con dos proteínas de choque térmico, Hsp90 y Hsp70, y así regular el tráfico intracelular de las formas hetero-oligoméricas de los receptores de hormonas esteroideas. Esta proteína se encuentra muy relacionada con vectores de virus adeno-asociados tipo 2 (AAV), resultando en un incremento significativo de la expresión transgénica mediada por AAV en líneas celulares humanas. Por ello, se piensa que esta proteína tiene importantes implicaciones en la óptima utilización de los vectores AAV en terapia génica de humanos. El gen fkbp4 ha demostrado poseer múltiples sitios de poliadenilación.

## Interacciones
La proteína FKBP52 ha demostrado ser capaz de interaccionar con:
- GLMN[3][4]